# Бишкупци
Бишкупци су насељено место у општини Велика, у западној Славонији, Република Хрватска.

## Историја
До нове територијалне организације налазило се у саставу бивше велике општине Славонска Пожега.

## Становништво
На попису становништва 2011. године, Бишкупци су имали 354 становника.

## Попис1991.
На попису становништва 1991. године, насељено место Бишкупци је имало 344 становника, следећег националног састава:
| Попис 1991.‍  | Попис 1991.‍  | Попис 1991.‍ | Попис 1991.‍ | Попис 1991.‍ |
| ------------ | ------------ | ----------- | ----------- | ----------- |
|              |              |             |             |             |
| Хрвати       | Хрвати       |             | 333         | 96,80%      |
| Мађари       | Мађари       |             | 1           | 0,29%       |
| Македонци    | Македонци    |             | 1           | 0,29%       |
| Срби         | Срби         |             | 1           | 0,29%       |
| неопредељени | неопредељени |             | 2           | 0,58%       |
| непознато    | непознато    |             | 6           | 1,74%       |
| укупно: 344  |              |             |             |             |